# Heřmanova Huť
Heřmanova Huť (deutsch Hermannshütte) ist eine Gemeinde in Tschechien. Sie liegt im Süden des Bezirkes Plzeň-Nord, ca. 25 Kilometer westlich der Stadt Plzeň an der Autobahn Dálnice 5. Žilov grenzt im Süden und Osten an Přehýšov und im Norden an Hněvnice. Die Gemeinde entstand im Jahr 1954 durch eine Fusion der Gemeinden Vlkýš, Horní Sekyřany und Dolní Sekyřany.

## Geschichte
Erste Anzeichen einer Besiedlung des heutigen Gebietes von Heřmanova Huť stammen aus der Bronzezeit.
1849–1854 gründete Hermann Dietrich Lindheim die Eisenwerke Hermannshütte und erwarb Erzlagerstätten, die in den besten Zeiten bis zu 2000 Arbeiter beschäftigten. Zu Beginn des 20. Jahrhunderts wurde die Eisenhütte wegen starker Konkurrenz aus Kladen in eine Fabrik für Glas umgewandelt. Bis heute werden hier Glasprodukte für die Gastronomie hergestellt.

## Ortsteile
Die Gemeinde besteht aus den Ortsteilen Dolní Sekyřany (Unter Sekerschan), Horní Sekyřany (Ober Sekerschan) und Vlkýš (Wilkischen).